# Walter Hampden
Walter Hampden (30 de junio de 1879-11 de junio de 1955) fue un actor y director teatral y cinematográfico de nacionalidad estadounidense. Estrella teatral del circuito de Broadway, en Nueva York, también hizo diversas actuaciones para el cine y la televisión.

## Biografía
Su nombre completo era Walter Hampden Dougherty, y nació en el barrio de Brooklyn, en Nueva York. Sus padres eran John Hampden Dougherty y Alice Hill, y él era hermano menor del pintor Paul Dougherty. Pasó seis años en Inglaterra como aprendiz, graduándose en la actual New York University Tandon School of Engineering en 1900. En esa época formó parte de la compañía teatral del actor y director Francis Robert Benson (1858-1939), interpretando sobre todo obras de William Shakespeare. De vuelta a Estados Unidos, participó en representaciones de piezas como Hamlet, Enrique V y Cyrano de Bergerac llevadas a escena en el circuito de Broadway. En 1925 fue nombrado director del Colonial Theatre, en Broadway, que se llamó Hampden's Theatre entre 1925 y 1931. Con motivo de la Gran Depresión, se vio obligado a dejar la dirección de ese teatro, que fue renombrado RKO Colonial Theatre en 1931, y que se reconvirtió en una sala de cine.
Hampden destacó por sus papeles en obras de William Shakespeare, así como por encarnar a Cyrano, personaje que interpretó en varias producciones representadas entre 1923 y 1936. Fue destacada la producción que llevó a escena John Garrett Underhill de la obra de Jacinto Benavente Los intereses creados, en su primera versión en inglés, y que Walter Hampden interpretó en 1929.
Gracias a la fama adquirida, Hampden apareció en la portada de Time en marzo de 1929. Su último papel teatral fue el de Danforth en la producción estrenada en Broadway de la pieza de Arthur Miller Las brujas de Salem.
Hampden actuó en unas pocas películas mudas, pero realmente no empezó su carrera en el cine hasta 1939, cuando encarnó al Arzobispo de París (Claude Frollo) en Nuestra Señora de París, cinta en la cual Charles Laughton era Quasimodo. Éste fue el primer film sonoro de Hampden. Tenía entonces sesenta años, e interpretó después varios papeles más, todos como actor de reparto y de carácter, no como primer actor, como hacía habitualmente en el teatro. De entre sus papeles para el cine destaca el de Jarvis Langdon en la película de 1944 The Adventures of Mark Twain. Otro papel corto, pero destacado, lo interpretó en la primera escena de All About Eve (1950), siendo también el padre de Humphrey Bogart y William Holden en la comedia dirigida por Billy Wilder en 1954 Sabrina. En la actualidad Hampden es sobre todo recordado por su interpretación en esas dos últimas películas. Además, encarnó también a patriarcas de larga barba en epopeyas bíblicas como The Silver Chalice (1954, en el papel de José de Arimatea) y The Prodigal (1955).
Hampden retomó su legendaria interpretación de Cyrano de Bergerac en el primer episodio del programa radiofónico Great Scenes from Great Plays, el cual presentó entre 1948 y 1949. Además de sus papeles en la radio (The Adventures of Leonidas Witherall), Hampden también actuó en varios dramas en los primeros años de las emisiones televisivas. Su debut en TV se produjo en 1949, interpretando a Macbeth por última vez  a los 69 años de edad.
Su último papel, considerado como una de sus mejores actuaciones, fue el del rey Luis XI de Francia en el film de 1956 The Vagabond King, que se estrenó más de un año tras la muerte del actor, ocurrida en 1955 en Los Ángeles, California, a causa de un ictus.
Sus restos fueron incinerados, y las cenizas enterradas en el Cementerio Evergreen de Brooklyn, Nueva York.
Hampden había estado casado desde el 17 de julio de 1905 con la actriz Mabel Carrie Moore (1879-1978), con la que tuvo un hijo, Paul Hampden Dougherty, y una hija, Mary Moore Dougherty. Durante 27 años, Walter Hampden fue presidente del club The Players, cuya biblioteca lleva su nombre.

## Teatro (selección)

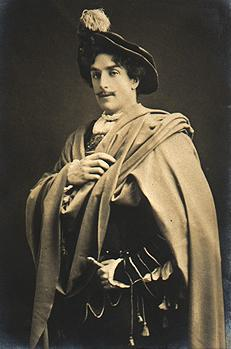
Hampden como Lucentio en La fierecilla domada, en 1904 en Londres

### Inglaterra
Como actor
- 1904 : El mercader de Venecia y La fierecilla domada, de William Shakespeare; Under which King ?, de James Bernard Fagan
- 1905 : Medida por medida (con Harcourt Williams), El sueño de una noche de verano y Hamlet, de William Shakespeare

### Broadway
Como actor
- 1908 : Irene Wycherley, de Anthony P. Wharton, con May Whitty
- 1908 : The Servant in the House y The Winterfeast, de Charles Rann Kennedy
- 1909-1910 : The City, de Clyde Fitch, con Tully Marshall, Mary Nash y Lucile Watson
- 1912-1913 : Cheer Up, de Mary Roberts Rinehart, dirección y producción de Cecil B. DeMille, con Amy Veness
- 1913 : Pariah (adaptación de Edwin Bjorkman) y The Stronger (título original: Den Starkare, adaptación de Edith Oland y Warner Oland), de August Strindberg
- 1918 : Macbeth, de William Shakespeare
- 1918-1919 : Hamlet, de William Shakespeare
- 1920 : George Washington, de Percy MacKaye (también productor)
- 1921 : Macbeth, de William Shakespeare (con Sara Haden) y The Servant in the House, de Charles Rann Kennedy (también director y productor)
- 1923 : The School for Scandal, de Richard Brinsley Sheridan, con Ethel Barrymore, Etienne Girardot, Violet Kemble-Cooper, Grant Mitchell y Charles Richman
- 1923-1924 : Cyrano de Bergerac, de Edmond Rostand, adaptación de Brian Hooker, con John Alexander (también director)
- 1925 : Otelo, de William Shakespeare
- 1925 : Hamlet, de William Shakespeare, con Ethel Barrymore (también director y productor) (*)
- 1925-1926 : El mercader de Venecia, de William Shakespeare, con Ethel Barrymore (también director) (*)
- 1926 : Cyrano de Bergerac, de Edmond Rostand, con John Alexander (también director) (*)
- 1926 : The Servant in the House, de Charles Rann Kennedy, y The Immortal Thief, de Tom Barry (también productor) (*)
- 1926-1927 : Caponsacchi, de Arthur Goodrich y Rose A. Palmer (también productor) (*)
- 1927 : Out of the Sea, de Don Marquis, con Claude Rains (solo director)
- 1927-1928 : Un enemigo del pueblo, de Henrik Ibsen (también director y productor) (*)
- 1928 : Enrique V, de William Shakespeare (también productor) (*)
- 1928 : The Light of Asia, de Georgina Jones Walton (también director y productor) (*)
- 1928-1929 : Caponsacchi, de Arthur Goodrich y Rose A. Palmer; Cyrano de Bergerac, de Edmond Rostand (también director y productor) (*)
- 1929 : Los intereses creados, de Jacinto Benavente, con Etienne Girardot (también productor) (*)
- 1929-1930 : Richelieu, de Sir Edward Bulwer-Lytton, adaptación de Arthur Goodrich (también director y productor) (*)
- 1930 : The Little Father of the Wilderness, de Austin Strong y Lloyd Osbourne, con Margalo Gillmore, Gene Lockhart y Kathleen Lockhart
- 1931 : The Admirable Crichton, de J. M. Barrie, con Fay Bainter
- 1931 : The Way of the World, de William Congreve, con Fay Bainter, Ernest Cossart, Gene Lockhart, Kathleen Lockhart, Selena Royle y Cora Witherspoon
- 1932-1933 : Cyrano de Bergerac, de Edmond Rostand, (también director y productor)
- 1934-1935 : Hamlet, de William Shakespeare (también director y productor)
- 1935 : Seven Keys to Baldpate, a partir de Earl Derr Biggers, adaptación de George M. Cohan, con Josephine Hull, Irene Rich y George M. Cohan
- 1935 : Achille had a Heel, de Martin Flavin (también director y productor)
- 1936 : Cyrano de Bergerac, de Edmond Rostand
- 1937 : Un enemigo del pueblo, de Henrik Ibsen, con Albert Dekker (también director y productor)
- 1940 : Love for Love, de William Congreve, con Romney Brent, Leo G. Carroll, Thomas Chalmers, Dorothy Gish y Edgar Stehli
- 1942 : The Rivals, de Richard Brinsley Sheridan, con Mary Boland
- 1942 : The Strings, my Lord, are false, de Paul Vincent Carroll, Dirección de Elia Kazan, con Ruth Gordon y Margot Grahame
- 1943 : The Patriots, de Sidney Kingsley
- 1945 : And Be My Love, de Edward Caulfield, con Esther Dale
- 1946-1947 : Henry VIII, de William Shakespeare, con Victor Jory, Eli Wallach y Efrem Zimbalist Jr.
- 1946-1947 : What every Woman knows, de J. M. Barrie, con Ernest Truex, Eli Wallach y Efrem Zimbalist Jr.
- 1949 : The Traitor, de Herman Wouk, con Jean Hagen
- 1949-1950 : The Velvet Glove, de Rosemary Casey, con Jean Dixon y John Williams
- 1953 : Las brujas de Salem, de Arthur Miller, con Jean Adair, Arthur Kennedy, E. G. Marshall, Beatrice Straight y Joseph Sweeney

(*) Piezas representadas en el Hampden's Theatre

## Filmografía completa
- 1915 : The Dragon's Claw, de Stanner E. V. Taylor
- 1917 : The Warfare of the Flesh, de Edward Warren
- 1939 : Nuestra Señora de París, de William Dieterle
- 1940 : Policía montada del Canadá, de Cecil B. DeMille
- 1940 : El cielo y tú, de Anatole Litvak
- 1941 : Murieron con las botas puestas, de Raoul Walsh
- 1942 : Reap the Wild Wind, de Cecil B. DeMille
- 1944 : The Adventures of Mark Twain, de Irving Rapper
- 1950 : All About Eve, de Joseph L. Mankiewicz
- 1951 : The First Legion, de Douglas Sirk
- 1952 : 5 Fingers, de Joseph L. Mankiewicz
- 1953 : Treasure of the Golden Condor, de Delmer Daves
- 1953 : Sombrero, de Norman Foster
- 1954 : The Silver Chalice, de Victor Saville
- 1954 : Sabrina, de Billy Wilder
- 1955 : Strange Lady in Town, de Mervyn LeRoy
- 1955 : The Prodigal, de Richard Thorpe
- 1956 : The Vagabond King, de Michael Curtiz